# Слезавка
Слезавка (рос. Слезавка) — селище залізничної станції в Арзамаському районі Нижньогородської області Російської Федерації.
Населення становить 32 особи. Входить до складу муніципального утворення Абрамовська сільрада.

## Історія
Від 2009 року входить до складу муніципального утворення Абрамовська сільрада.

## Населення
| 1999 | 2002 | 2010 |
| ---- | ---- | ---- |
| 68   | ↘49  | ↘32  |